# Quintanilla de Rueda
Quintanilla de Rueda es una pequeña localidad situada en la parte noreste de la provincia de León, en la margen izquierda del río Esla, poco después de que éste deje los Picos de Europa y se adentre en la ribera. Forma parte del municipio de Cubillas de Rueda, en el partido judicial de León. Limita al norte con Palacios de Rueda, al sur con Vega de Monasterio, al este con Llamas de Rueda y con Corcos y al oeste con Carvajal de Rueda. Se encuentra a una altitud de 817 m s. n. m. entre los 42º 36’ y los 42º 57’ de latitud norte. Dista 3 km del Ayuntamiento de Cubillas de Rueda, y 42 km de la capital provincial (León). 
Quintanilla viene del latín y significa «quinta pequeña», «lugar de recreo en el campo». Pero Quintanilla no siempre fue de Rueda; en un documento de 1261 que da fe de la donación de predios de dicho lugar al monasterio de Santa María de Gradefes, aparece nombrado como Quintanella de Riba de Esla, según recoge Aurelio Calvo en su obra Monasterio de Gradefes: apuntes para su historia y la de algunos otros cenobios del concejo:

...yo, Pedro Fernandez de Busmediano, con mia mujer Teresa Gonzalvez e con otorgamiento de nuestros fiyos damos nostras fiyas [...] por mongas a Sancta Maria de Gradefes et del convento del mismo logar et hoferecemos con elas quanta heredadt nos habemos en Quintanela de riba de esla...

La superficie total de terreno perteneciente a Quintanilla de Rueda es de 593 hectáreas que se reparten del siguiente modo: 326 ha de monte; 90 ha de regadío; 71 ha de secano; 27 ha de erial y 79 ha de casco urbano, caminos y carretera.
Es un pueblo eminentemente agrícola y ganadero. La tierra se trabaja en régimen de explotación familiar y los principales cultivos que se explotan en ella son los forrajes y los cereales-pienso.
- Datos: Q6095199